# Carcelia mirabilis
Carcelia mirabilis là một loài ruồi trong họ Tachinidae.